# Kidder (Dakota del Sur)
Kidder es un lugar designado por el censo ubicado en el condado de Marshall en el estado estadounidense de Dakota del Sur. En el Censo de 2010 tenía una población de 57 habitantes y una densidad poblacional de 92,47 personas por km².

## Geografía
Kidder se encuentra ubicado en las coordenadas 45°52′54″N 97°42′50″O / 45.88167, -97.71389. Según la Oficina del Censo de los Estados Unidos, Kidder tiene una superficie total de 0.62 km², de la cual 0.62 km² corresponden a tierra firme y (0%) 0 km² es agua.

## Demografía
Según el censo de 2010, había 57 personas residiendo en Kidder. La densidad de población era de 92,47 hab./km². De los 57 habitantes, Kidder estaba compuesto por el 100% blancos, el 0% eran afroamericanos, el 0% eran amerindios, el 0% eran asiáticos, el 0% eran isleños del Pacífico, el 0% eran de otras razas y el 0% pertenecían a dos o más razas. Del total de la población el 0% eran hispanos o latinos de cualquier raza.